# Sophia Lillis
Sophia Lillis (Nova Iorque, 13 de fevereiro de 2002) é uma atriz norte-americana, conhecida por seu papel como Beverly Marsh no filme de terror It (2017). 
Também interpretou Sydney Novak, em I Am Not Okay With This, e a jovem Camille Preaker, na minissérie Sharp Objects (2018), da HBO.

## Biografia
Lillis nasceu em Crown Heights, Brooklyn, Nova Iorque. Descendente de irlandeses, poloneses e suíços-alemães, tem um irmão gêmeo chamado Jake e um meio-irmão chamado Philip. Seus pais se divorciaram quando ela era criança. Atualmente mora com a mãe, Juliana, e o padrasto, Christopher Mellevold, que despertaram o interesse de Sophia em atuar quando ela tinha sete anos de idade, matriculando-a em cursos de teatro e interpretação.

## Carreira
Lillis estreou como atriz em 2014, com o filme Sonho de Uma Noite de Verão. A seguir estrelou o filme 37. Em 2017 fez uma das protagonistas no filme de terror It, uma adaptação do romance de Stephen King, dirigido por Andy Muschietti e também estrelado por Jaeden Lieberher, Finn Wolfhard e Wyatt Oleff, Bill Skarsgård, Jack Dylan Grazer, Jeremy Ray Taylor e Chosen Jacobs. Mais tarde naquele ano, Lillis também interpretou um dos filhos de Kristen Bell e Dax Shepard, no videoclipe de Sia, "Santa's Coming for Us". 

## Filmografia
| Ano  | Título                                  | Papel                            | Notas        |
| ---- | --------------------------------------- | -------------------------------- | ------------ |
| 2014 | A Midsummer Night's Dream               | Elemental rude                   |              |
| 2016 | 37                                      | Debbie Bernstein                 |              |
| 2017 | It                                      | Beverly Marsh                    |              |
| 2019 | Nancy Drew and the Hidden Staircase     | Nancy Drew                       |              |
| 2019 | It Chapter Two                          | Jovem Beverly Marsh (flashbacks) |              |
| 2020 | Uncle Frank                             | Beth Bledsoe                     |              |
| 2020 | Gretel & Hansel                         | Gretel                           |              |
| 2023 | Dungeons & Dragons: Honor Among Thieves | Doric                            | Pós-produção |

### Televisão
| Ano  | Título                  | Papel                 | Notas           |
| ---- | ----------------------- | --------------------- | --------------- |
| 2018 | Sharp Objects           | Jovem Camille Preaker |                 |
| 2020 | I Am Not Okay With This | Sydney Novak          | Papel principal |

### Vídeos musicais
| Ano  | Artista          | Título                  | Notas |
| ---- | ---------------- | ----------------------- | ----- |
| 2017 | The War on Drugs | "Nada a Encontrar"      |       |
| 2017 | Sia              | "Santa's Coming for Us" |       |